# Connor Smith
Connor Smith (1º febbraio 2002) è un calciatore scozzese, attaccante dell'Hamilton Academical in prestito dal St. Johnstone.

## Caratteristiche tecniche
È un attaccante che può essere impiegato anche come centrocampista offensivo.

## Carriera

### Club
Cresciuto nelle giovanili degli Hearts, esordisce in prima squadra il 13 maggio 2018 nella partita di campionato persa con il Kilmarnock.

### Nazionale
Vanta oltre venti presenze con le rappresentative giovanili scozzesi.

## Palmarès

### Club

#### Competizioni nazionali
- Scottish Challenge Cup: 1

Hamilton Academical: 2022-2023